# Réunions kreol
Réunions kreol (på franska créole réunionnais) är ett kreolspråk som talas i det franska departementet Réunion. Språket anses vara stabilt och dess närmaste släktspråk är tayo som talas på Nya Kaledonien. Antal talare är cirka 560 000.
Det enda officiella språket på Réunion är franska men nästan alla på ön kan kreolspråket. Det anses vara en förenande faktor bland öns invånare som består av fransmän, madagasker, afrikaner och indier. Sedan 2014 har språket varit ett "regionalt språk" på Réunion och det undervisas i skolorna.. Det är också möjligt att studera språket vid Réunions universitet.
Réunions kreol skrivs med latinska alfabetet. Bland annat Tintin, Asterix och Lille prinsen har översatts till kreol.

## Fonologi

### Vokaler
|             | Främre | Central | Bakre |
| ----------- | ------ | ------- | ----- |
| Sluten      | i      | ɨ       | u     |
| Halvsluten  | e      |         | o     |
| Mellanvokal |        | ə       |       |
| Öppen       |        | a ~ ɑ   | a ~ ɑ |

Källa:

### Konsonanter
|             | Labial | Labiodental | Alveolar | Palatal | Velar  |
| ----------- | ------ | ----------- | -------- | ------- | ------ |
| Nasal       | m      |             | n        | ɲ       |        |
| Klusil      | p \| b |             | t \| d   |         | k \| g |
| Frikativ    |        | f \| v      | s \| z   |         |        |
| Tremulant   |        |             | r        |         |        |
| Lateral     |        |             | l        |         |        |
| Approximant | w      |             |          | j       |        |

Källa:

## Ordlista
| Kreol     | Svenska                                       | Obs.                |
| --------- | --------------------------------------------- | ------------------- |
| aterla    | här                                           |                     |
| boug      | man                                           |                     |
| dalon     | vän                                           |                     |
| gramoune  | gammal människa                               |                     |
| jurer     | kränka                                        |                     |
| kaf       | en person från Réunion med afrikansk bakgrund |                     |
| la loi    | polis                                         |                     |
| malbar    | en person från Réunion med indisk bakgrund    |                     |
| marmaille | barn                                          |                     |
| zordi     | idag                                          |                     |
| zoreille  | en person från Réunion med fransk bakgrund    | mestadels kränkande |

Källa:

## Galleri

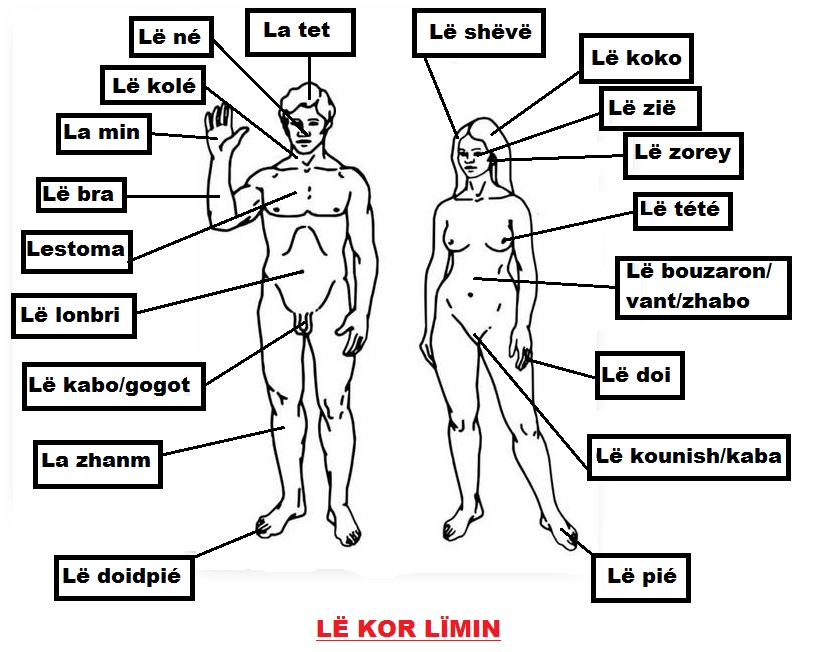
Kroppsdelar på kreol
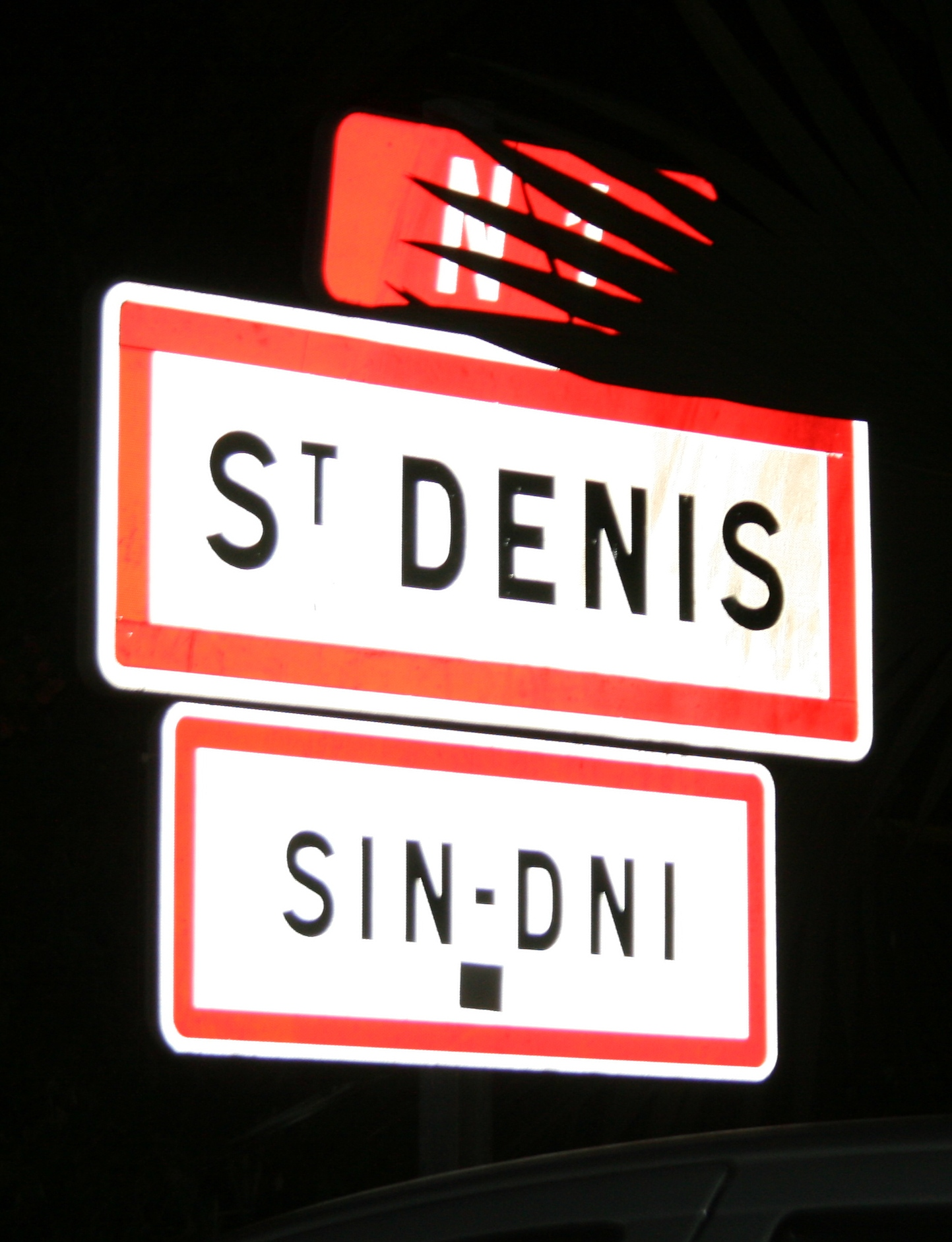
En tvåspråkig gatuskylt
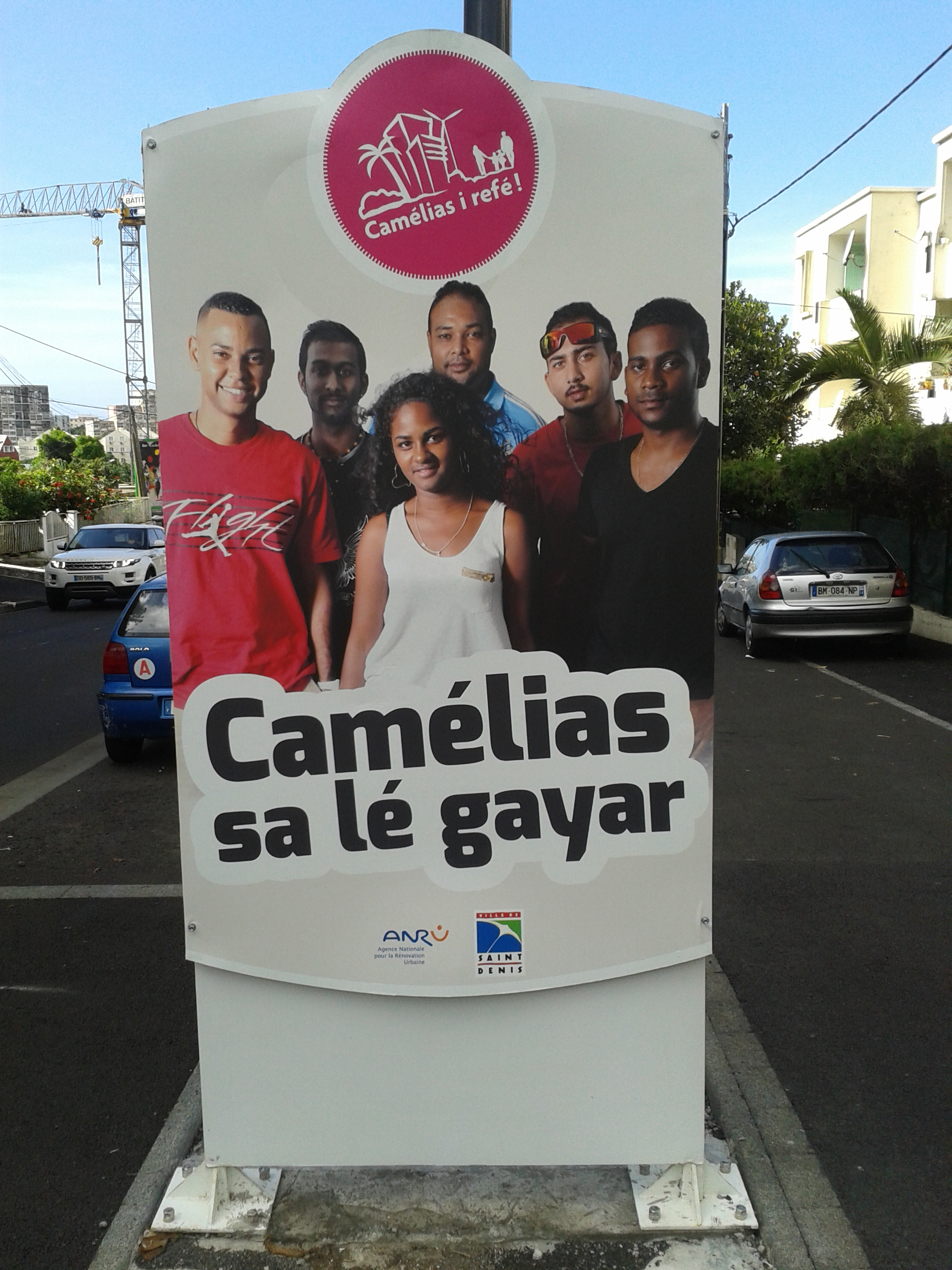
En affisch på kreol